# 라이언댄
라이언 댄(Ryan Dan, 1979년 12월 5일~ )은 캐나다의 형제 듀오이다. 1979년 12월 5일 태어난 일란성 쌍생아인 라이언 코와스키(Ryan Kowarsky)와 댄 코와스키(Dan Kowarsky)로 이루어져 있다. 원래 이 두명은 오하드 인바인더와 함께 보이밴드 b4-4의 멤버였다.